# Enrique Casaretto
Enrique Casaretto Sono (Chiclayo, 20 septembre 1945 – Lima, 22 juin 2020) est un footballeur international péruvien qui évoluait au poste d'attaquant.

## Biographie

### Carrière en club
Hormis une pige aux États-Unis (au Miami Toros en 1976), Enrique Casaretto dispute toute sa carrière au Pérou. Il fait ses débuts à l'Atlético Grau en 1962, mais c'est à l'Universitario de Deportes qu'il se distingue à la fin des années 1960 formant une ligne d'attaque - avec Percy Rojas et Ángel Uribe notamment - qui permet au club Merengue de remporter trois championnats du Pérou en 1966, 1967 et 1969.

### Carrière en sélection
International péruvien de 1968 à 1975, Enrique Casaretto joue 10 matchs et inscrit huit buts. Il contribue grandement à la qualification du Pérou à la finale de la Copa América 1975, en marquant un doublé en demi-finales face au Brésil à Belo Horizonte. Paradoxalement, il ne dispute pas cette finale où son équipe est sacrée devant la Colombie.

#### Buts en sélection
| Buts en sélection de Enrique Casaretto | Buts en sélection de Enrique Casaretto | Buts en sélection de Enrique Casaretto    | Buts en sélection de Enrique Casaretto | Buts en sélection de Enrique Casaretto | Buts en sélection de Enrique Casaretto | Buts en sélection de Enrique Casaretto |
|                                        | Date                                   | Lieu                                      | Adversaire                             | Score                                  | Résultat                               | Compétition                            |
| -------------------------------------- | -------------------------------------- | ----------------------------------------- | -------------------------------------- | -------------------------------------- | -------------------------------------- | -------------------------------------- |
| 1.                                     | 29 août 1968                           | Estadio Nacional, Lima (Pérou)            | Argentine                              | 1-1                                    | 2-2                                    | Match amical                           |
| 2.                                     | 29 août 1968                           | Estadio Nacional, Lima (Pérou)            | Argentine                              | 2-1                                    | 2-2                                    | Match amical                           |
| 3.                                     | 1er septembre 1968                     | Estadio Nacional, Lima (Pérou)            | Argentine                              | 1-0                                    | 1-1                                    | Match amical                           |
| 4.                                     | 20 octobre 1968                        | Estadio Nacional, Lima (Pérou)            | Mexique                                | 1-0                                    | 3-3                                    | Match amical                           |
| 5.                                     | 20 octobre 1968                        | Estadio Nacional, Lima (Pérou)            | Mexique                                | 2-0                                    | 3-3                                    | Match amical                           |
| 6.                                     | 20 octobre 1968                        | Estadio Nacional, Lima (Pérou)            | Mexique                                | 3-0                                    | 3-3                                    | Match amical                           |
| 7.                                     | 30 septembre 1975                      | Estádio Mineirão, Belo Horizonte (Brésil) | Brésil                                 | 0-1                                    | 1-3                                    | CA 1975                                |
| 8.                                     | 30 septembre 1975                      | Estádio Mineirão, Belo Horizonte (Brésil) | Brésil                                 | 1-3                                    | 1-3                                    | CA 1975                                |

### Décès
Âgé de 74 ans, Enrique Casaretto s'éteint à Lima des suites d'une fibrose pulmonaire le 22 juin 2020.

## Palmarès
| Universitario de Deportes - Championnat du Pérou (3) : - Champion : 1966, 1967 et 1969. |  | Pérou - Copa América (1) : - Vainqueur : 1975. |